# John C. Breckinridge
John Cabell Breckinridge (16. ledna 1821, Lexington, Kentucky – 17. května 1875, Lexington, Kentucky) byl americký státník a politik, v letech 1857–1861 viceprezident Spojených států amerických sloužící ve vládě prezidenta Jamese Buchanana. Do úřadu nastoupil ve 36 letech, čímž se stal nejmladším viceprezidentem v americké historii.
Bojoval s kentuckými dobrovolníky v mexicko-americké válce. Po válce zasedal v Kongresu USA. Od 4. března 1857 do 4. března 1861 zastával ve vládě James Buchanana za Demokratickou stranu úřad viceprezidenta USA. Za stejnou stranu byl také nominován na prezidenta USA, získal 11 otrokářských států, 18,1 % hlasů od občanů a 72 hlasů volitelů, ale prohrál s Republikánem Abrahamem Lincolnem. Po porážce rezignoval na křeslo senátora za stát Kentucky a v listopadu 1861 se stal brigádním generálem Konfederace, generálmajorem se stal v dubnu 1862. Dne 15. května 1864 vyhrál bitvu u New Marketu ve Virginii. V únoru 1865 byl jmenován ministrem obrany Konfederace. Po válce pobýval v exilu na Kubě, v Evropě a Kanadě a později se věnoval právní praxi v Kentucky. Zemřel v rodném městě 17. května 1875.